# Argiope aurocincta
Argiope aurocincta là một loài nhện trong họ Araneidae.
Loài này thuộc chi Argiope. Argiope aurocincta được Mary Agard Pocock miêu tả năm 1898.